# Babare
Babare (nep. बाबरे) – gaun wikas samiti w środkowej części Nepalu w strefie Dźanakpur w dystrykcie Dholkha. Według nepalskiego spisu powszechnego z 2001 roku liczył on 796 gospodarstw domowych i 3682 mieszkańców (1850 kobiet i 1832 mężczyzn).